# Simon Sandhagen
Simon Laurentius Sandhagen, född 14 juli 1887 i Giresta församling, Uppsala län, död 18 september 1927 i Luleå stadsförsamling, Norrbottens län, var en svensk musiklärare och domkyrkoorganist.

## Biografi
Simon Sandhagen föddes 1887 i Giresta socken. Han var från 1913 till 1918 organist i Ronneby församling och bodde som sådan i Villa Wahlman.[källa behövs] Sandhagen blev 1918 musiklärare vid Folkskoleseminariet i Luleå. Samtidigt tjänstgjorde han i Luleå domkyrkoförsamling. Han avled 1927 i Luleå.